# Elwertätsch
Elwertätsch är en bergstopp i Schweiz. Den ligger i distriktet Frutigen-Niedersimmental och kantonen Bern, i den centrala delen av landet. Toppen på Elwertätsch är 3 208 meter över havet.
Den högsta punkten i närheten är Doldenhorn, 3 643 meter över havet, 4,2 km nordväst om Elwertätsch.
Trakten runt Elwertätsch består i huvudsak av kala bergstoppar och isformationer.